# VST Völkermarkt
Der Völkermarkter Sport- und Turnverein 1868, kurz VST Völkermarkt, ist ein Sportverein der Kärntner Stadt Völkermarkt im gleichnamigen Bezirk.
Ursprünglich als Turnverein gegründet, unterhält er heute die Sektionen Fussball, Eishockey, Schi, Leichtathletik, Tischtennis, Schach, Tennis, Rudern und Eisschießen. Zeitweise bestanden auch Sektionen für Handball (Feldhandball), Boxen, Faustball, Schwimmen, Federball, Basketball und Volleyball. Der Verein ist seit 1946 im ASVÖ organisiert.
Die Sektion Fußball gehört dem Kärntner Fußballverband (KFV) an und spielt seit der Saison 2019/20 in der vierthöchsten Leistungsstufe, der Landesliga Kärnten.

## Geschichte
Die Fußballsektion des damals noch Völkermarkter Sport-Club genannten Vereins wurde nach der Wiederaufnahme der Vereinstätigkeit nach dem Zweiten Weltkrieg 1946 wieder ins Leben gerufen. 1951 erhielt der Verein seinen heutigen Namen. Bereits in den 1960er Jahren nahm man an der Landesliga Kärnten teil, aus der man 1971 abstieg. Wann man wieder aufstieg, ist unklar.
In der Saison 2006/07 erreichte man in der vierthöchsten Spielklasse den elften Tabellenrang, auf den ersten Absteiger hatte man acht Punkte Vorsprung. In der darauffolgenden Spielzeit belegte man den fünften Platz in der Liga. In der Saison 2008/09 erreichte Völkermarkt den dritten Tabellenrang. Auf den Meister SC St. Stefan/Lavanttal hatte man jedoch 20 Punkte Rückstand. In der Saison 2009/10 belegte der Verein den neunten Tabellenrang in der Kärntner Landesliga.
In der Saison 2010/11 belegte man den 13. Platz und entging erst durch einen Sieg am letzten Spieltag gegen den SK Maria Saal dem Abstieg, da gleichzeitig Konkurrenten FC Welzenegg sein Spiel gegen den FC Lendorf verlor. 2011/12 hatte man wieder keine Abstiegssorgen und belegte mit dem achten Rang einen Platz im gesicherten Mittelfeld. In der Saison 2012/13 erreichte man den fünften Platz. In der darauffolgenden Spielzeit belegte man den vierten Platz, auf dem Meister ATSV Wolfsberg hatte man jedoch zwölf Punkte Rückstand.
In der Saison 2014/15 wurde Völkermarkt mit vier Punkten Rückstand auf den Annabichler SV Vizemeister der Kärntner Landesliga. In der darauffolgenden Saison belegte man mit dem achten Rang wieder einen Platz im Mittelfeld der Liga, zudem nahm man in jener Spielzeit am ÖFB-Cup teil, wo man jedoch am Ligakonkurrenten Lendorf bereits in der ersten Runde scheiterte. In der Saison 2016/17 verbesserte man sich um einen Platz und belegte zu Saisonende den siebten Rang. In der Saison 2017/18 wurde man mit einem Punkt Rückstand auf Lendorf wieder Vizemeister, stieg diesmal jedoch aufgrund einer Ligareform erstmals in die Regionalliga auf. In der Saison 2018/19 nahm man wieder am Cup teil, wo man wie bereits in der Saison 2015/16 nicht über die erste Runde hinaus kam, da man am viertklassigen SAK Klagenfurt scheiterte.

## Stadion
Der VST Völkermarkt trägt seine Spiele in der Lilienberg-Arena aus.

## Belege
1. ↑  Über uns. In: vst.at. Abgerufen am 30. April 2021.